# Ion Mihăilescu
Ion „Michi“ Mihăilescu (* 3. Juli 1916 in Fetești, Kreis Ialomița; † nach 1965) war ein rumänischer Fußballspieler und -trainer. Er bestritt 178 Spiele in der höchsten rumänischen Fußballliga, der Divizia A.

## Karriere als Spieler
Mihăilescu begann seine Karriere bei Tricolor Venus Călărași. Im Jahr 1938 wechselte er zu Sportul Studențesc aus Bukarest, das seinerzeit in der höchsten rumänischen Spielklasse, der Divizia A, aktiv war. Am 28. August 1938 hatte er dort seinen ersten Einsatz, wobei er auch einen Treffer beim 7:1 gegen AMEF Arad beisteuern konnte. Obwohl Sportul nicht zu den Spitzenklubs der Divizia A zählte, erreichte die Mannschaft in der Saison 1939/40 das Pokalfinale, wo sie allerdings Rapid Bukarest unterlag.
Nach dem Ende des Zweiten Weltkrieges verließ Mihăilescu Sportul und wechselte zum Lokalrivalen CFR Bukarest. Dort spielte er zwar auch um den Titel mit, es reichte aber in den Jahren 1949 und 1950 nur zur Vizemeisterschaft. Nachdem er im Sommer 1951 zu Locomotiva Timișoara gewechselt war, beendete er dort am Jahresende seine Karriere.

## Nationalmannschaft
Ion Mihăilescu bestritt zwischen 1940 und 1950 insgesamt 15 Spiele für die rumänische Fußballnationalmannschaft, blieb dabei jedoch ohne Tor. Sein Debüt hatte er am 31. März 1940 gegen Jugoslawien. Am 22. Mai und am 29. November 1949 war er in den Freundschaftsspielen gegen die Tschechoslowakei bzw. Albanien nicht nur Kapitän der Mannschaft, sondern auch ihr Trainer.

## Karriere als Trainer
Von 1960 bis 1962 war Mihăilescu Trainer seines ehemaligen Vereins Rapid Bukarest, mit dem er in der Saison 1960/61 den dritten Platz erreichte und ins Pokalfinale einzog. Dort unterlag er aber dem Zweitligisten Arieșul Turda mit 1:2. Auch ein Jahr später erreichte er mit Rapid das Endspiel, unterlag dort aber Steaua Bukarest mit 1:5.
In der Saison 1964/65 war Mihăilescu Cheftrainer von Farul Constanța und führte den Klub zum Klassenerhalt in der Divizia A.

## Erfolge

### Als Spieler
- Rumänischer Vizemeister: 1949, 1950
- Rumänischer Pokalfinalist: 1940

### Als Trainer
- Rumänischer Pokalfinalist: 1961, 1962